# HD186117
HD186117 — хімічно пекулярна зоря спектрального класу A0, що має видиму зоряну величину в смузі V приблизно  7,3.
Вона  розташована на відстані близько 799,4 світлових років від Сонця.

## Пекулярний хімічний склад
Зоряна атмосфера HD186117 має підвищений вміст 
Cr
.